# 科济耶市镇

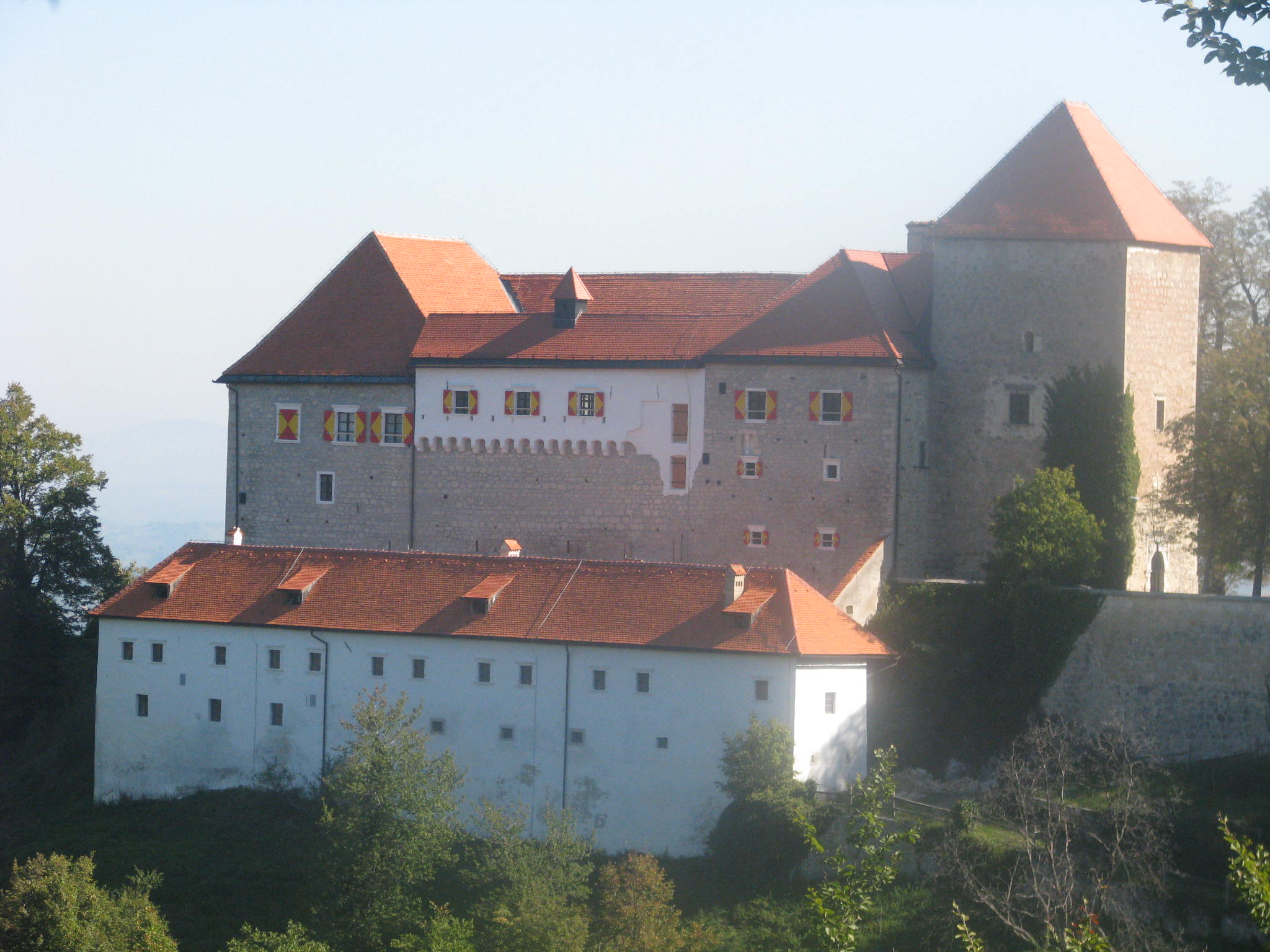
城堡

科济耶市镇是斯洛文尼亞東北部的一個市镇，行政中心為科濟耶。位於普圖伊附近，市镇面積为89.7平方公里，海拔高度229米，2021年人口数量为3,010人。市镇內有鋁工廠。

## 外部連結
- 官方网站  （斯洛文尼亚文）
- Kozje Municipality on Geopedia （页面存档备份，存于）